# Ronald Koppelent
Ronald Koppelent, né le 30 novembre 1955 à Linz en Haute-Autriche, est un patineur artistique autrichien, quadruple champion d'Autriche entre 1974 et 1977.

## Biographie

### Carrière sportive
Ronald Koppelent est quadruple champion d'Autriche entre 1974 et 1977.
Il représente son pays à quatre championnats européens (1974 à Zagreb, 1975 à Copenhague, 1976 à Genève et 1977 à Helsinki), trois mondiaux (1974 à Munich, 1975 à Colorado Springs et 1977 à Tokyo) et aux Jeux olympiques d'hiver de 1976 à Innsbruck.
Il arrête les compétitions sportives après les mondiaux de 1977.

## Palmarès
| Compétitions principales | 1974    | 1975    | 1976    | 1977    |  |  |  |  |  |  |  |  |  |  |
| Jeux olympiques d'hiver  |         |         | A       |         |  |  |  |  |  |  |  |  |  |  |
| Championnats du monde    | 16e     | 15e     |         | 12e     |  |  |  |  |  |  |  |  |  |  |
| Championnats d'Europe    | 14e     | 10e     | 10e     | 7e      |  |  |  |  |  |  |  |  |  |  |
| Championnats d'Autriche  | 1er     | 1er     | 1er     | 1er     |  |  |  |  |  |  |  |  |  |  |
|                          |         |         |         |         |  |  |  |  |  |  |  |  |  |  |
| Autre Compétition        | 1973/74 | 1974/75 | 1975/76 | 1976/77 |  |  |  |  |  |  |  |  |  |  |
| Skate Canada             | 9e      |         |         | 6e      |  |  |  |  |  |  |  |  |  |  |
| Légende : A = Abandon    |         |         |         |         |  |  |  |  |  |  |  |  |  |  |